# پژوهش بنیادی

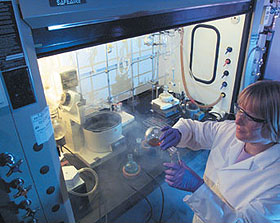
تحقیقات بنیادی

پژوهش پایه (همچنین تحقیقات محض یا تحقیقات بنیادی) یکرشته مطالعه و پژوهش نظام مند و هدایت شده در راستای دانش و درک بیشترِ جنبه‌های بنیادینِ پدیده‌های بدون برنامهٔ خاص است. پژوهش پایه شامل تمام شاخه‌های علوم و مهندسی می‌شود.

## پژوهش پایه (بنیادی) و پژوهش کاربردی
پژوهش پایه‌ای می‌تواند زمینهٔ پژوهش کاربردی را فراهم آورد، اما در وهلهٔ اول متوجه کاربرد آن در زندگی انسان‌ها نیست. در حالی که پژوهش‌های کاربردی دارای جنبهٔ عملی و مستقیما متوجه حل مشکلات جامعه و بشریت می‌باشند. در ضرورت انجام این دو دسته از مطالعات شکی نیست. به عنوان مثال تصمیم گیرندگان سیاسی هر کشور به جهت کسب توانایی در ادارهٔ عملی جامعه، نیازمند پژوهش‌های کاربردی می‌باشند و این دسته از پژوهش‌ها خود متکی بر پژوهش‌های پایه‌ای هستند.

## همچنین ببینید
- پژوهش کاربردی
- دانش پایه
- ریاضیات محض

## خوانش بیشتر
- Levy, David M. (2002). "Research and Development".  In David R. Henderson (ed.) (ed.). Concise Encyclopedia of Economics (1st ed.). Library of Economics and Liberty. {{cite encyclopedia}}: |editor= has generic name (help) اُسی‌ال‌سی ۳۱۷۶۵۰۵۷۰، ۵۰۰۱۶۲۷۰ و ۱۶۳۱۴۹۵۶۳